# موزه مارگارت
موزه مارگارت (به انگلیسی: Margaret's Museum) فیلمی محصول سال ۱۹۹۵ و به کارگردانی مورت رانسن است. در این فیلم بازیگرانی همچون هلنا بونهام کارتر، کلایو راسل، کیت نلیگان، کرگ الجنیک و کنت ولش ایفای نقش کرده‌اند.